# Червеница (скала)
Червеница е природен феномен, монолитен скален блок, край село Кунино (Врачанско). Скалата е обявена за защитена природна забележителност.

## Описание
Червеница се намира на входа на Карлуковския пролом, един от най-красивите карстови райони в България, символично отбелязвайки неговото начало. Изградена е от маастрихтски варовик — т.е. от варовик, утаен в края на горната креда преди около 70 млн. години. Варовиковият материал е кремав с кремъчни ядки. Скалата се издига върху основа от долнокредни мергели (пясъчник). Отделена е от скалния венец на пролома чрез дълбок разлом, известен като Долни провод. Максималната височина на същинската скала е 72 м., но дълбоко изрязаната от р. Искър основа от пясъчник създава зрително усещане за много по-голяма височина. Дължината в направление запад-изток e 174 м. като източната стена е силно пострадала от кариерата за добив на варовик, действала от 1922 до 1972 г.
Скалата се отличава от характерния пейзаж на дълбоко окарстения Карлуковски пролом чрез своята монолитност. Липсват тектонични напуквания, което е възпрепятствало разрушаването и образуването на характерните за пролома карстови форми. В основата на Червеница се забелязва отворът на дългата само 16 м. пещера Свиня дупка. След голямата англо-американска бомбардировка над Враца на 24 януари 1944 г., когато е била бомбардирана и кунинската гара, в тази пещера е организирано импровизирано бомбоубежище.
В една своя статия, описвайки варварското унищожение на карстовите феномени край с. Кунино, Петър Трантеев определя Червеница като най-големия единичен скален блок в България. (Трантеев П., „Гълъбарника не бива да загине“ – в. Ехо, г.13, бр. 41, 15.10.1971 г.)
Скалата Червеница е обявена за природна забележителност със Заповед No.3039 от 03.10.1974